# 基什日达尼
基什日达尼，是匈牙利沃什州所辖的一个村，总面积4.93平方公里，总人口101，人口密度20.5人/平方公里（2010年1月1日）。